# Жизнь 3.0. Быть человеком в эпоху искусственного интеллекта
Жизнь 3.0. Быть человеком в эпоху искусственного интеллекта (англ. Life 3.0: Being Human in the Age of Artificial Intelligence) — книга шведско-американского космолога Макса Тегмарка из Массачусетского технологического института. «Жизнь 3.0» обсуждает искусственный интеллект (ИИ) и его влияние на будущее жизни на Земле и за её пределами. 

## Обзор
В книге обсуждаются различные социальные последствия, что можно сделать, чтобы максимизировать шансы на положительный исход, а также потенциальное будущее человечества, технологии и их комбинации.
Книга начинается с постулирования сценария, в котором ИИ превзошёл человеческий интеллект и стал широко распространяться в обществе. Тегмарк упоминает различные этапы жизни человечества с момента его зарождения: Life 1.0 относится к биологическому происхождению, Life 2.0 относится к культурному развитию человечества, а Life 3.0 относится к технологическому веку людей. Книга фокусируется на «Life 3.0» и на новых технологиях, таких как общий искусственный интеллект, который может когда-нибудь, помимо способности учиться, также перепроектировать своё собственное оборудование и внутреннюю структуру.
В первой части книги рассматривается происхождение интеллекта миллиарды лет назад и продолжается прогноз будущего развития интеллекта. Тегмарк рассматривает краткосрочные эффекты развития передовых технологий, такие как технологическая безработица, оружие с искусственным интеллектом и поиски ОИИ (общего искусственного интеллекта) человеческого уровня. В книге приводятся такие примеры, как DeepMind и OpenAI, беспилотные автомобили и ИИ-игроки, которые могут выигрывать у людей в шахматы, Jeopardy и го.
Изучив текущие проблемы в области ИИ, Тегмарк затем рассматривает ряд возможных вариантов будущего, в которых будут задействованы интеллектуальные машины или люди. В пятой главе описывается ряд возможных результатов, таких как изменение социальных структур, интеграция людей и машин, а также положительные и отрицательные сценарии, такие как Дружественный ИИ или ИИ-апокалипсис. Тегмарк утверждает, что риски ИИ возникают не из-за недоброжелательности или сознательного поведения как таковых, а из-за несовпадения целей ИИ с целями людей. Многие цели книги совпадают с целями Института будущего жизни, соучредителем которого является Тегмарк.
Остальные главы исследуют концепции физики, целей, сознания и смысла, а также изучают, что общество может сделать, чтобы помочь создать желаемое будущее для человечества.

## Критика
Одно из критических замечаний по поводу книги от Kirkus Reviews заключается в том, что некоторые из сценариев или решений в книге являются натяжкой или несколько пророческими: «Решения Тегмарка по поводу неизбежной массовой безработицы — это натяжка». Исследователь искусственного интеллекта Стюарт Дж. Рассел в журнале Nature написал: «Я вряд ли решительно не согласен с предпосылкой „Жизни 3.0“. Жизнь, утверждает Тегмарк, может распространяться или не распространяться по Вселенной и „процветать в течение миллиардов или триллионов лет“ из-за решений, которые мы принимаем сейчас — возможность одновременно соблазнительная и ошеломляющая». В своей статье в журнале Science Хайм Хирш назвал «Жизнь 3.0» «очень удобочитаемой книгой, которая дополняет экономическую перспективу «Второй машинной эры» краткосрочными последствиями недавних достижений в области ИИ и более подробным анализом того, как мы можем перейти от сегодняшнего положения к AGI и даже сверхчеловеческому ИИ в «Суперинтеллекте»». The Sunday Telegraph назвал книгу «одним из лучших обзоров аргументов в пользу искусственного интеллекта». Газета The Christian Science Monitor сообщила: «Хотя, вероятно, это и не было его намерением, многое из того, что пишет Тегмарк, незаметно напугает его читателей». Publishers Weekly дал положительный отзыв, но также заявил, что призыв Тегмарка исследовать, как сохранить контроль над сверхразумными машинами, «неуклюже сочетается с его признанием того, что управлять такими богоподобными сущностями будет почти невозможно». Library Journal назвал её обязательной к прочтению технологами, но заявил, что книга не для случайного читателя. The Wall Street Journal назвал произведение «ясным и увлекательным»; тем не менее, он предупредил читателей, что противоречивая идея о том, что суперинтеллект может выйти из-под контроля, заслуживает большего доверия, чем несколько лет назад, но всё ещё яростно отвергается многими учёными-компьютерщиками.
Вместо того, чтобы одобрять конкретное будущее, книга предлагает читателям подумать о том, какое будущее они хотели бы видеть, и обсудить свои мысли на веб-сайте Future of Life. Обзор Wall Street Journal назвал такое отношение благородным, но наивным и раскритиковал упомянутый веб-сайт за то, что он «забит промо-материалами для книги».
Издание в твёрдом переплёте находилось в общем списке бестселлеров New York Times в течение двух недель, а в сентябре и октябре 2017 года — в списке бизнес-бестселлеров New York Times.
Экс-президент США Барак Обама включил книгу в свой список «лучших за 2018 год».
Бизнес-магнат Илон Маск (который ранее поддерживал тезис о том, что при некоторых сценариях продвинутый ИИ может поставить под угрозу выживание человека) рекомендовал книгу «Жизнь 3.0» как «достойную прочтения».